# Fizičko distanciranje tokom pandemije kovida 19
Fizičkodistanciranje u pandemiji kovida 19 (zaštitna sekvestracija) jedna je od protivepidemijskih mera koja limitira  direktnu fizičku interakciju među ljudima u zatvorenom prostoru i izvan kuće kako bi se sprečila infekcija, i odnosi se i na ljude koji nemaju sindrome bolesti. Time se prekida fizički  kontakta sa drugim ljudima u pandemiji kovida 19. Ovoj meri pribegavaju pojedine zdravstvene vlasti kako bi zaustavile dalje širenje pandemije i spasile živote zdravstveno ugroženih grupa (starije osobe i hronične bolesnike). Iako je svima jasno da je fizičko distanciranje možda najefikasnija način da ljudi koji nisu zaraženi kovidom 19 izbegnu da dobiju bolest, distanciranje ima i svoja neželjena dejstva jer dovodi do velikih promena u načinu života, poslovanju preduzeća, školovanju, zdravstvenoj zaštiti, učešću u javnim događanjima i društvenim interakcijama, koje pojedinci izuzetno teško podnose, što su pokazali i eksperimenti socijalnih psihologa.
Usamljenost i depresija mogu postati pravi problem ako za vreme socijalnog distanciranja pojedinac ne komunicirate sa drugima, što zahteva od svakog individualno da vodi brigu o mentalnom zdravlju. To se može izbeći redovnim druženjem unutar porodice, druženjem sa kućnim ljubimcima, ili održavanjem nekih društveni kontakt s drugima. U uslovima socijalnog distanciranja razgovor sa prijateljima i rodbinom telefonom, ili preko društvenih mreža, čitajte knjige tokom dana ili realizacijom videopoziva može se značajno utivali na smanjenje prevelike izolovanosti.
Kako se pandemija nastavlja, i nagoveštava dugo trajanje, istraživači širom sveta pokušavaju da kvantifikuju njen uticaj na mentalno zdravlje i planiraje svetlije budućnosti. 

## Definicija pojmova[3]

### Korona virus
Virus iz porodice virusa koji uključuju MERS-CoV (Middle East Respiratory Syndrom) i SARS-CoV (Severe Acute Respiratory Syndrom).

### SARS-CoV-2
Naučno ime virusa koji je uzročnik bolesti COVID-19. Znači – ozbiljni akutni respiratorni sindrom korona virus 2 (eng. severe acute respiratory syndrome coronavirus 2).

### Kovid-19
Ime pandemijske bolesti koju izaziva korona virus i koja se širi svetom. Izaziva je novi soj korona virusa koji se pojavio u gradu Vuhanu, Kina.

### Socijalno distanciranje ili fizičko distanciranje
Mere koje limitiraju direktnu fizičku interakciju među ljudima izvan kuće kako bi se sprečila infekcija, odnosi se i na ljude koji nemaju sindrome bolesti.
Svetska zdravstvena organizacija (SZO) preporučuje da ljudi trebaju biti najmanje dva metra udaljeni jedni od drugih i uvela termin „fizičko distanciranje", jer je taj termin precizniji i ne implicira da se društva trebaju razdvajati.

### Karantin
Najozbiljniji oblik fizičke zolacije koji nameću vlasti je karantin. Obično ga prate strogi propisi koji se odnose na razdvajanje inficiranih pacijenata od ostatka stanovništva. Takođe se može odnositi na zaštitne mere odvajanja ljudi koji spadaju u grupu visokog rizika za moguće obolevanje.

## Osnovne informacije
Iako je socijalno distanciranje za mnoge novina, to uopšte nije nova pojava. 
| „ | Socijalno distanciranje postoji i kod životinja - kada je neka bolesna, ostale se trude da ostanu na određenoj razdaljini...kao i da ljudi i inače drže razdaljinu od ostalih, te je potrebno samo malo korigovati ponašanje u pandemiji Kovid-19. U normalnim okolnostima, prijatelje držimo na 45 centimetara do metar i dvadeset, to je uobičajena distanca sa ljudima kojima verujemo. Ostali su udaljeni od metar i po do tri metra. | ” |

Kako se kovid 19 neprestano širi, socijalno distanciranje primenjuje sve više peduzeća koje upućuje zaposlene na posao od kuće. Javne škole se zatvaraju, fakukteti održavaju nastavu na mreži, glavni događaji se otkazuju, a institucije kulture zatvaraju vrata. Osobe preko 65 godina se stavljaju u socijalnu izolaciju, kao i celokupno stanovništvo npr. u Srbiji jedan deo dana (od 20 časova uveče do 5 časova ujutru). Prekid svakodnevnog života mnogih stanovnika na globalnom nivou je stvaran i značajan - ali to su i potencijalne životne koristi.
Ljudi pribegavaju fizičkom (socijalnom) distanciranju, jer se uglavnom plaše kovida 19 i njegovog razornog uticaja na porodice i zajednicu u celini, na koji se nadovezao i dodatni teret izazvan:
- rastućom nezaposlenosti,
- ograničenim zalihama kućnih dobara,
- dugim redovima u objektimna sa hranom,
- ograničenim pristupom socijalnim i zdravstvenim uslugama.

Kako prema istraživačima brojnih studija postoji sve izvesnije produženo socijalno distanciranje, čak iako bi ono bilo isprekidano povremenim popuštanjem te mere, verovatno će ono imati duboko negativne ekonomske, socijalne i obrazovne posledice.
| „ | Postoje i teška društvena pitanja o „potvrdama o imunitetu" koje su u Velikoj Britaniji najavljene kao mogućnost...za ublažavanje socijalnog distanciranja... Problem je što bi takve potvrde mogle stvoriti svojevrsno „raspolovljeno društvo", u kojem oni koji imaju „potvrda o imunitetu" mogu da se vrate u normalniji život, a ostali ostaju zatvoreni po kućama. | ” |

Zato nije iznenađenje što je ovaj period života na globalnom nivou počev od 2020. godine pa možda do 2022. godine uticati ne samo na promenu načina života i poslovanja već i na fizičko i mentalno zdravlje ljudi na globalnom nivou. Čak i u slučaju očigledne eliminacije SARS-CoV-2, nadzor bi trebalo da ostane na snazi jer bi i 2024. godine moglo biti moguće ponovno izbijanje zaraze. Nakon tako dugog trajanja pandemije kovida 19, stručnjaci kažu da će 
| „ | efekti pandemije prevazići neposredne zabrinutosti za zdravlje...vodeći ka...novoj normalnosti...koja će ...najvjerovatnije oblikovati društva nakon pandemije... | ” |

### Istraživanja

#### Uticaj na mentalno zdravlje
Da je uticaj pandemije na mentalno zdravlje ljudi zabrinjavajući upozorio je i Tedros Adanom Gebrejesus, generalni direktor Svetske zdravstvene organizacije...ukazujući na činjenici da je ono posledice socijalne izolacije, straha od zaraze i smrti (uključujući i gubitka članova porodice) koji su pomešani s tegobama izazvanim gubitkom prihoda i zaposlenja.

#### Poverenje u institucije i lično iskustvo
Istraživači su otkrili da „povjerenje u institucije" ne pogađa samo poštovanje mjera zatvaranja, fizičko distanciranje i nošenje zaštitnih maski. već i da lično iskustvo sa kovidom 19 takođe ima uticaj na nivo poverenja.
| „ | Oni koji su imali kontakt sa bolesnim ljudima i oni koji su nezaposleni pokazuju niži nivo povjerenja u ljude, institucije i generalno imaju niži nivo povjerenja. Suprotno tome "takve razlike ne postoje kod onih koji su lično iskusili simptome bolesti. | ” |

#### Razlika između dobrovoljnog distanciranja i vladinih politika sankcionisanja
Studija koju je vodio Alexander Chudik, savetnik za ekonomske politike i analitičar Banke Federalnih rezervi u Dallasu, otkrila je da je dobrovoljno fizičko distanciranje manje efikasno od vladinih politika sankcionisanja. Chudik kaže da je zaključak pokazao 
| „ | Zapanjujuće razlike kod obaveznih naredbi ostajanja kod kuće u odnosu na preporuke koje dozvoljavaju pojedincima da izaberu vlastiti stepen samoizolacije...Takođe su otkrile da poštovanje varira u nekim državama u zavisnosti od političog stava i medijskih izvora koje koriste pojedinci. | ” |

 
Rezultati nekih od studija sugerišu da je politička polarizacija glavna prepreka na putu potpunog poštovanja mera fizičkog distanciranja, jer: 
| „ | Dvostruka podrška mera fizičkog distanciranja je ključna u tome koliko brzo se može umanjiti širenje novog korona virusa. | ” |

Iako je socijalno distanciranje „jedno od najmoćnijih oružja" protiv COVID-19, prema rečima Robert Redfild, direktor službe američkih centara za kontrolu i prevenciju bolesti., ono ima i brojne štetne posledice. Ako je fizičko (socijalno) distanciranje ključ za usporavanje širenja Kovid-19, važno je znati šta određuje da li će se pojedinci efikasno prilagoditi takvim praksam. 

#### Suicidalnost u pandemiji kovida 19
Na osnovu istraživanja sprovedenog u Sjedinjenim Američkim Državama od strane Centra za epidemiološke studije depresije (CES-D) , koja mjeri depresivne simptome kroz 20 stavki, ustanovljeno je da: socijalno distanciranje u pandemiji kovida 19 može imati jak uticaj na nivo samoubistva.
Prosečna ocena na SBK-R u SAD bila je 4, što spada u kategoriju sa malim rizikom. Međutim, kod 10% ispitanika je suicidalnost ocenjena sa 5–7, što je klasifikovano kao umereni rizik, a 15% više od 7, što ukazuje na visok rizik.
Autori istraživanja iz Centra za epidemiološke studije depresije (CES-D) koji su uporedili grupe da bi razumeli koji su slojevi stanovništva spadaju u kategoriju osoba sa visokoim rizikom., došli su do zaključka  da su ljudi crne rase, potomci starosedlaca Amerikanaca i hispano osobe verovatno postigli rezultat viši od 7 u SBK-R od pripadnika bele rase.
Slično tome, osobe koje su rođene izvan Sjedinjenih Američkih Država imaju bodove iznad 7 što ukazuje na visok rizik od suicida, u odnosu na one rođene u SAD, čija ocena ne prelazui 4.
Takođe, neoženjeni su u proseku postigli viši rezultat od oženjenih, dok su porodice bez dece mlađe od 18 godina imale veći rezultat od porodica koje žive sa decom ispod 18 godina.
Autori ove studije takođe su uočili značajnu vezu između sigurnosti u ishrani i suicidnosti.

## Spoljašnje veze
Mediji vezani za članak Fizičko distanciranje tokom pandemije kovida 19 na Vikimedijinoj ostavi

|  | Molimo Vas, obratite pažnju na važno upozorenje u vezi sa temama iz oblasti medicine (zdravlja). |